# Ancistrocerus flavomarginatus
Ancistrocerus flavomarginatus är en stekelart som först beskrevs av Brethes 1906.  Ancistrocerus flavomarginatus ingår i släktet murargetingar, och familjen Eumenidae. Inga underarter finns listade i Catalogue of Life.